# Dune du Perroquet

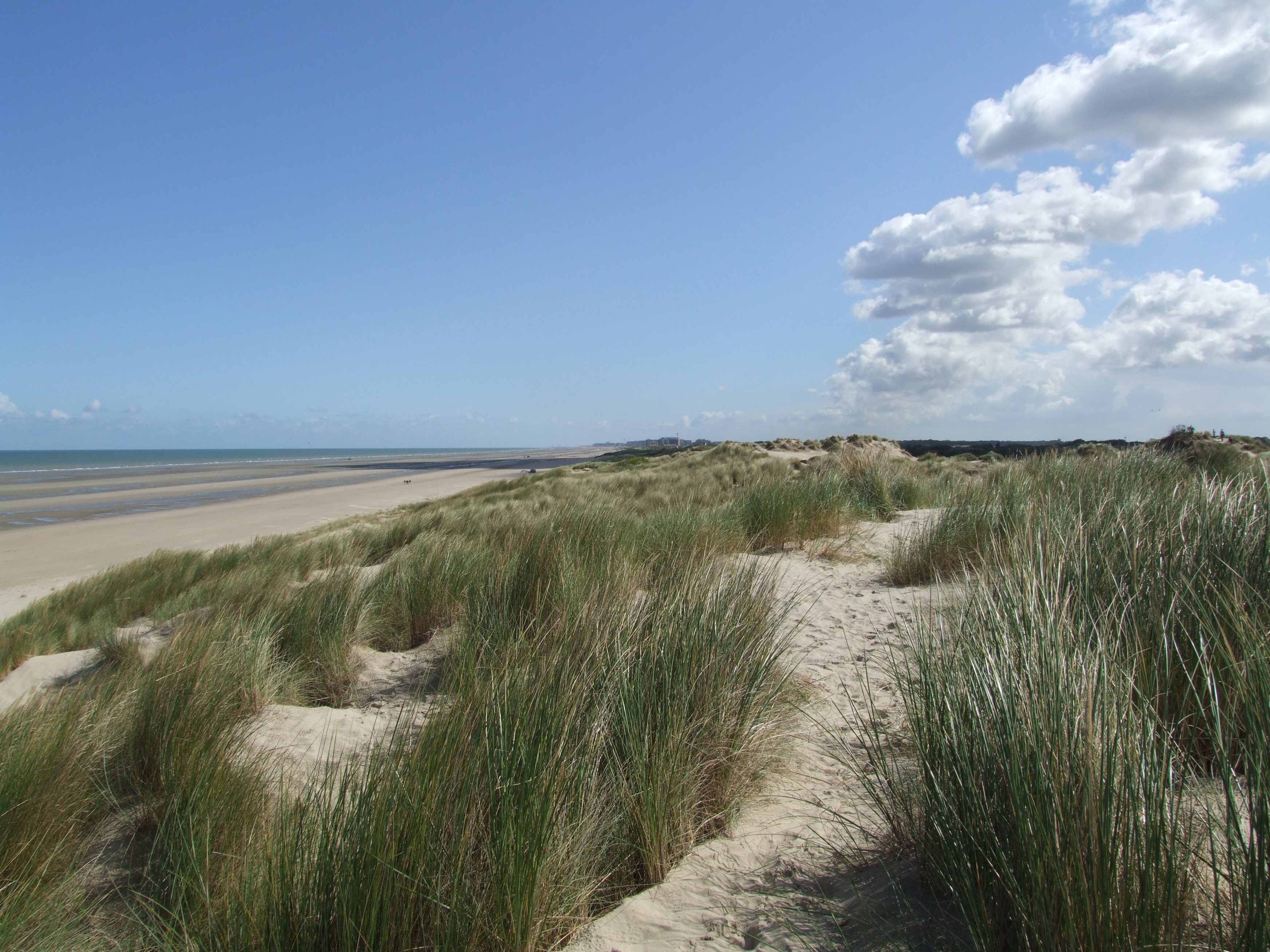
Zeereep in richting De Panne

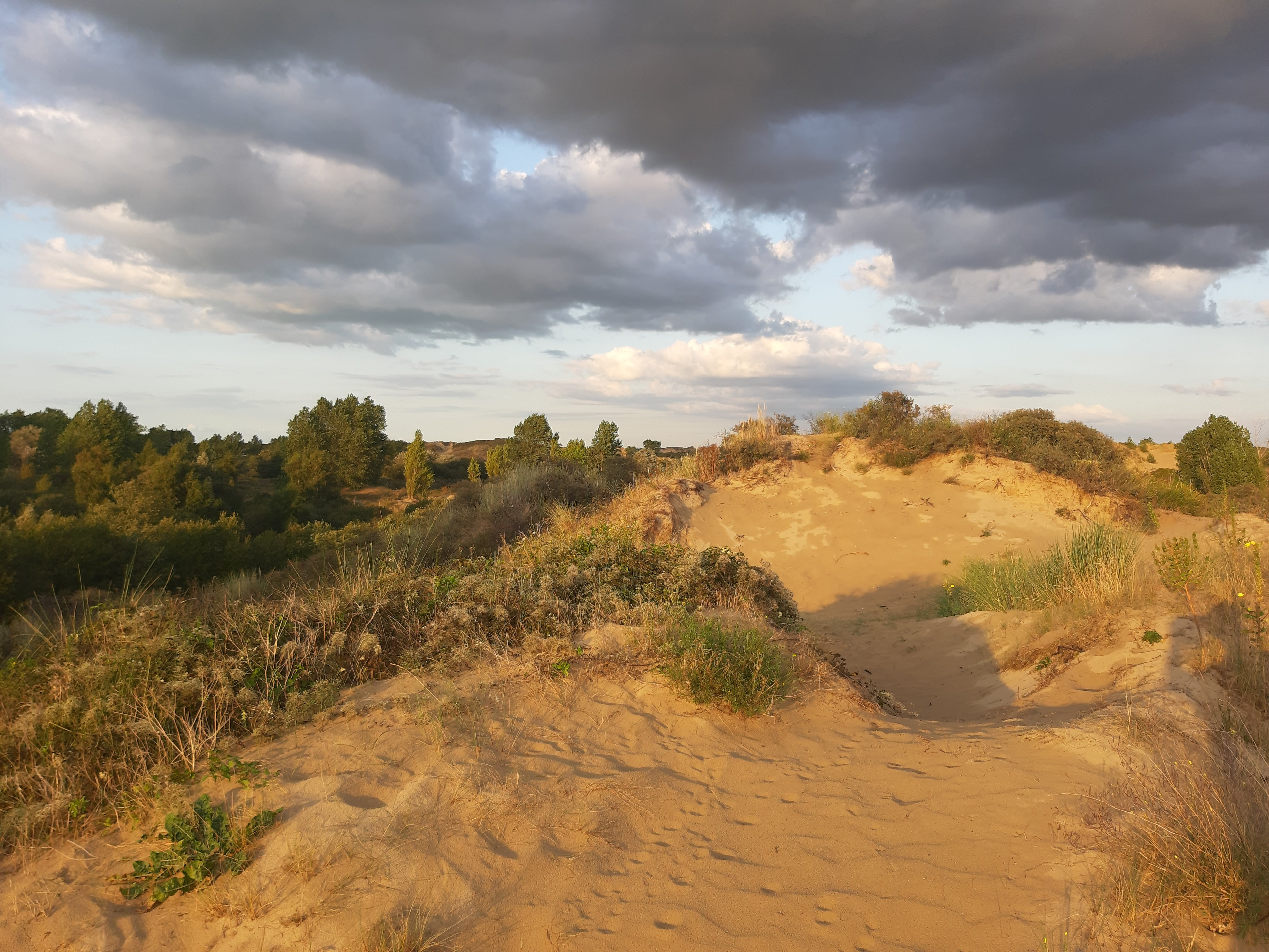
Dune du Perroquet

Het Dune du Perroquet is een natuurgebied in de tot het Franse Noorderdepartement behorende plaats Bray-Dunes. Het 179 hectare grote gebied bestaat uit duinen die rechtstreeks in contact staan met de Noordzeekust, en het is daarbij het meest noordelijke stukje Frankrijk. Sedert 1985 is het beschermd als natuurgebied en het meest oostelijke van een reeks duingebieden langs de Franse Noordzeekust (hier Opaalkust genaamd).
In de duinen komen meer dan 350 plantensoorten voor, er zijn 70 broedvogelsoorten en ook zijn er diverse amfibieën te vinden. Tot de typische duinplanten behoren zeeraket, grote teunisbloem, kleverige reigersbek, blauwe zeedistel, parnassia en gewone rolklaver.
Aan de oostkant van het natuurgebied, direct aan de Belgische grens ligt een camping in de duinen. Aan de Belgische zijde van de grens ligt het Natuurreservaat De Westhoek. Aan de westzijde is er de bebouwing van Bray-Dunes Plage, de badplaats van Bray-Dunes.

## Bunkers
In het gebied zijn veel bunkers te vinden. Voor een deel zijn het overblijfselen van de Atlantikwall uit de Tweede Wereldoorlog, maar er zijn ook een aantal bunkers die door de Fransen gedurende het interbellum werden gebouwd als deel van de Maginotlinie. Hoewel deze linie vooral sterk aanwezig was langs de Frans-Duitse grens, was ze ook in verzwakte vorm langs de Belgisch-Franse grens te aangelegd, om een eventuele doorbraak van Duitse troepen via Belgisch grondgebied tegen te houden.